# Железнодорожный вокзал Санта-Мария-Новелла
Санта-Мария-Новелла — железнодорожный вокзал во Флоренции, Италия. Имея пассажиропоток в 59 миллионов человек в год, является одним из самых загруженных в Италии. Современное здание вокзала, построенное в 1932—1934 годах, является ярким примером итальянского модернизма.

## История
Станция была открыта 3 февраля 1848 года для обслуживания железной дороги до Пистойи и Пизы и первоначально называлась «Мария Антония» (как и сама железная дорога — в честь принцессы Марии Антонии Бурбон-Сицилийской). Первоначальная станция находилась гораздо ближе к церкви Санта-Мария-Новелла, чем сейчас. Нынешнее название вокзал получил после объединения Италии.
В 1932 году начал обсуждаться вопрос о реконструкции вокзала. Сложность заключалась в том, что вокзал находится в непосредственной близости (через площадь) от важнейшего исторического памятника раннего итальянского Возрождения — церкви Санта-Мария-Новелла. В результате дебатов был выбран проект «Тосканской группы» («Gruppo toscano») архитекторов, в которую входили известные архитекторы-рационалисты, участники «Итальянского движения за рациональную архитектуру» (MIAR: Movimento Italiano per l’Architettura Razionale): Джованни Микелуччи, Нелло Барони, Пьер Никколо Берарди, Итало Гамберини, Сарре Гварнери, Леонардо Лузанна. Проект был поддержан Бенито Муссолини. Строительство здания продолжалось с 1932 по 1934 год. Благодаря своему рационалистическому композиционному решению, а также удачному соотношению с историческим контекстом (во многом основанном на контрасте форм) новое здание получило широкий общественный резонанс и вошло в историю итальянской архитектуры новеченто.
«Тосканская группа» отвечала только за внешний вид здания. Объекты интерьера, платформы, скамейки, отопительные приборы были спроектированы архитектором Министерства связи А. Мадзони. Снаружи и рядом со станцией находится также мраморный дворец Реале-ди-Санта-Мария-Новелла, построенный в 1934—1935 годах для размещения королевской семьи во время посещения Флоренции.

## Особенности планировки
План расположения платформ напоминает фасции — символ Национальной фашистской партии Бенито Муссолини. Многие документы подтверждают это, но на самом деле планировка была основана на расположении путей в старом здании вокзала. «Клинок», представленный первыми двумя пассажирскими и почтовым путём, на самом деле был продолжением путей, проложенных в 1861 году, которые включают в себя ветку на Ливорно.

## Фотографии

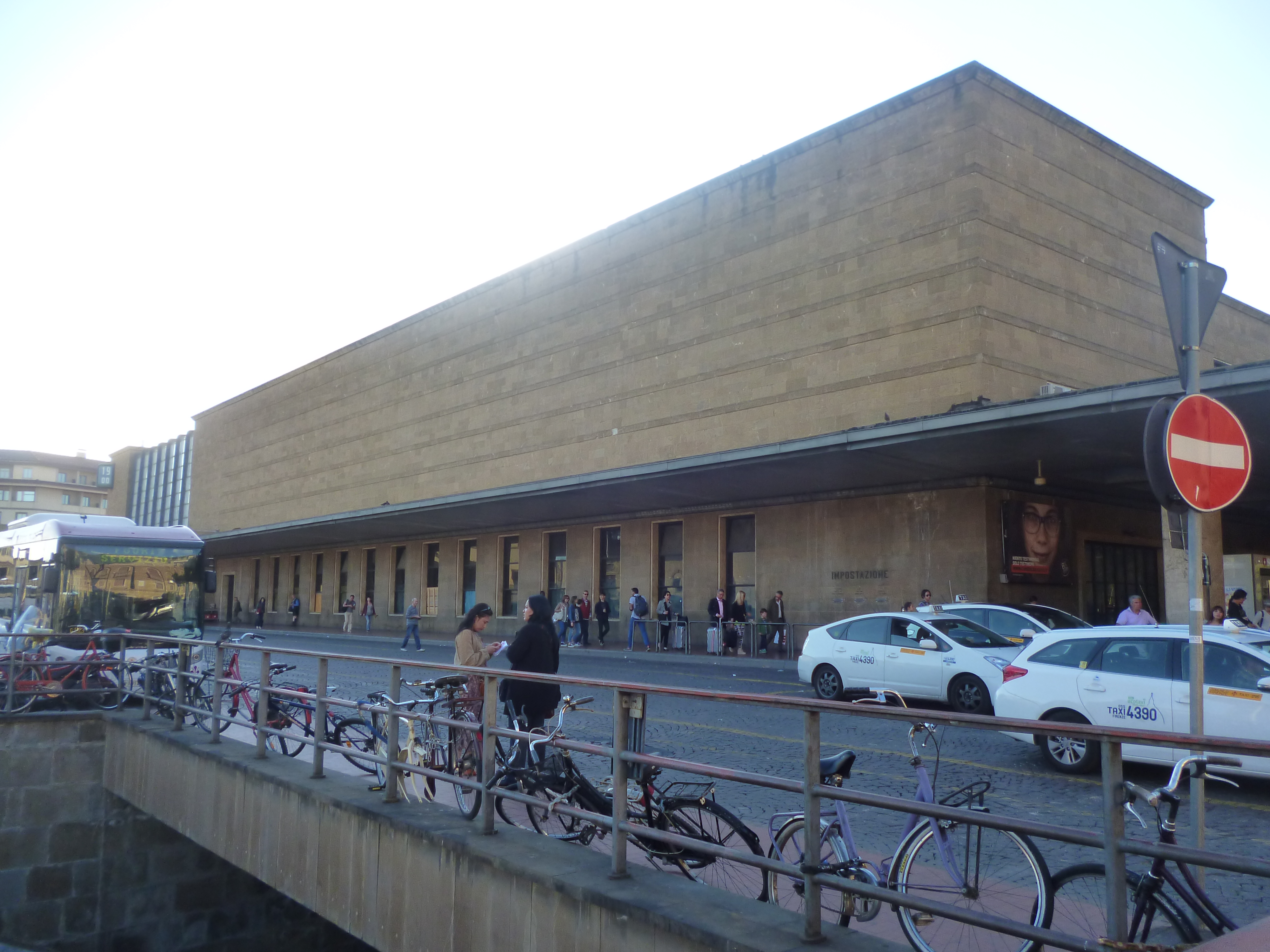
В мае 2014
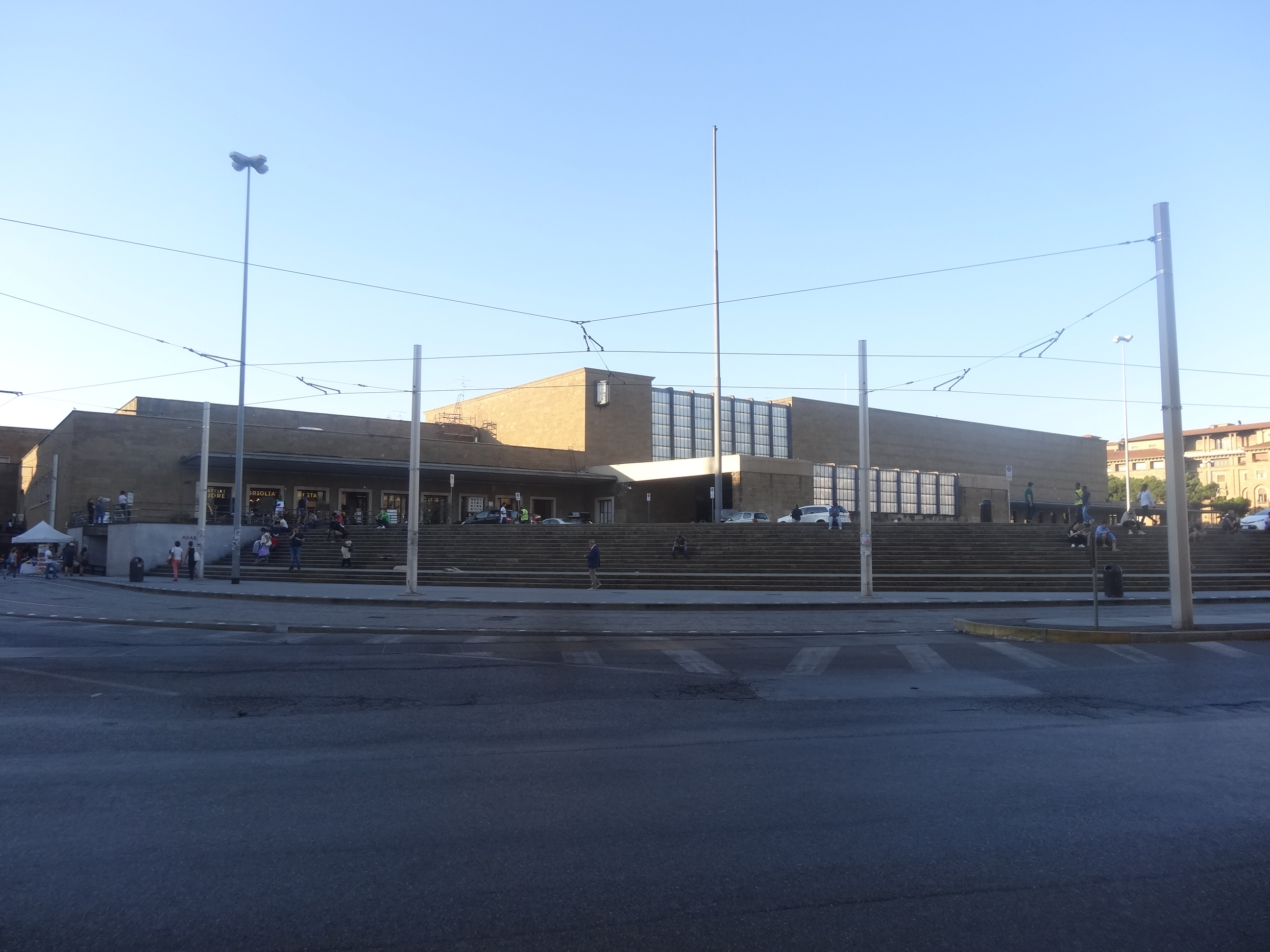
В августе 2016
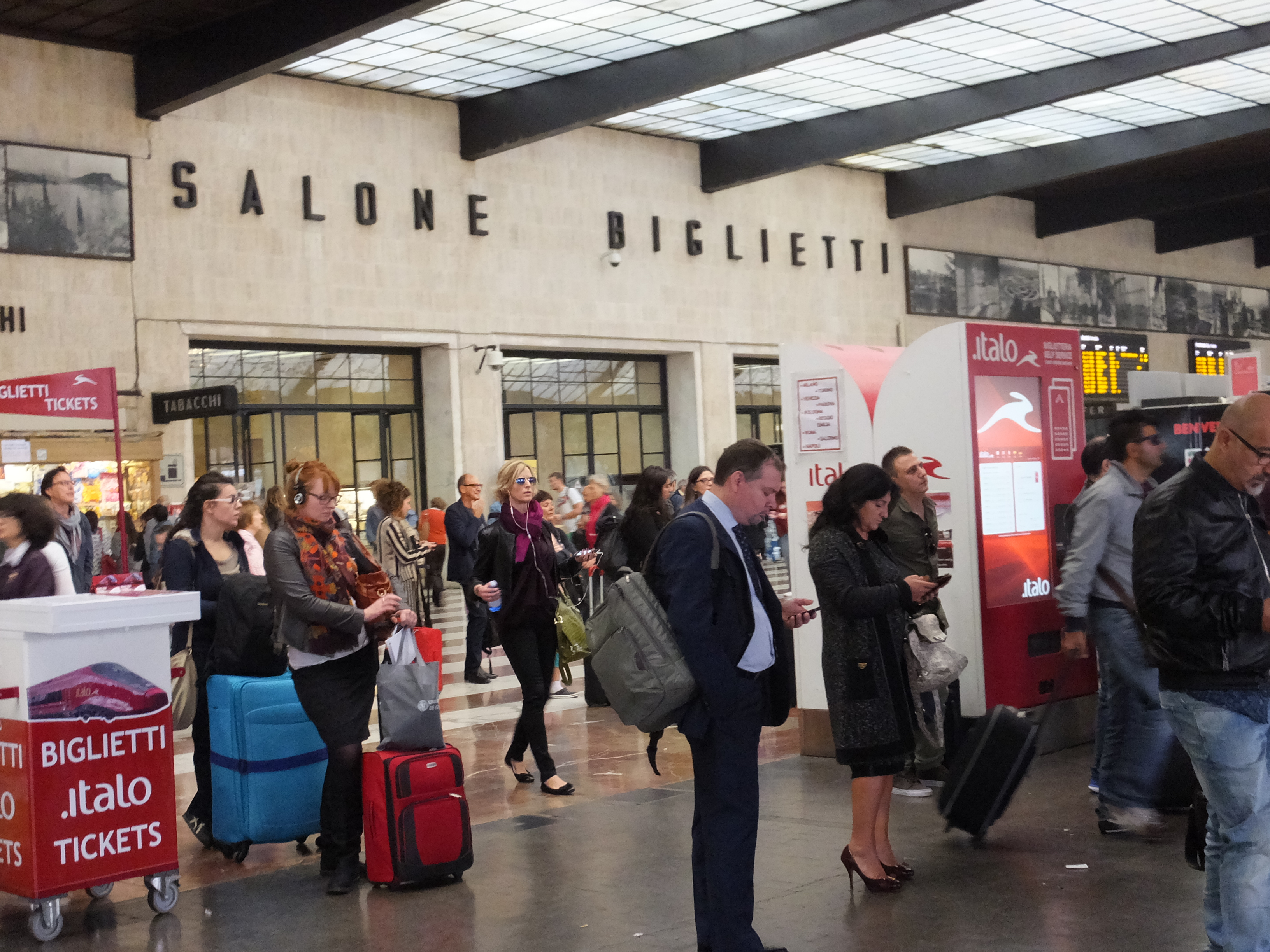
Билетные кассы
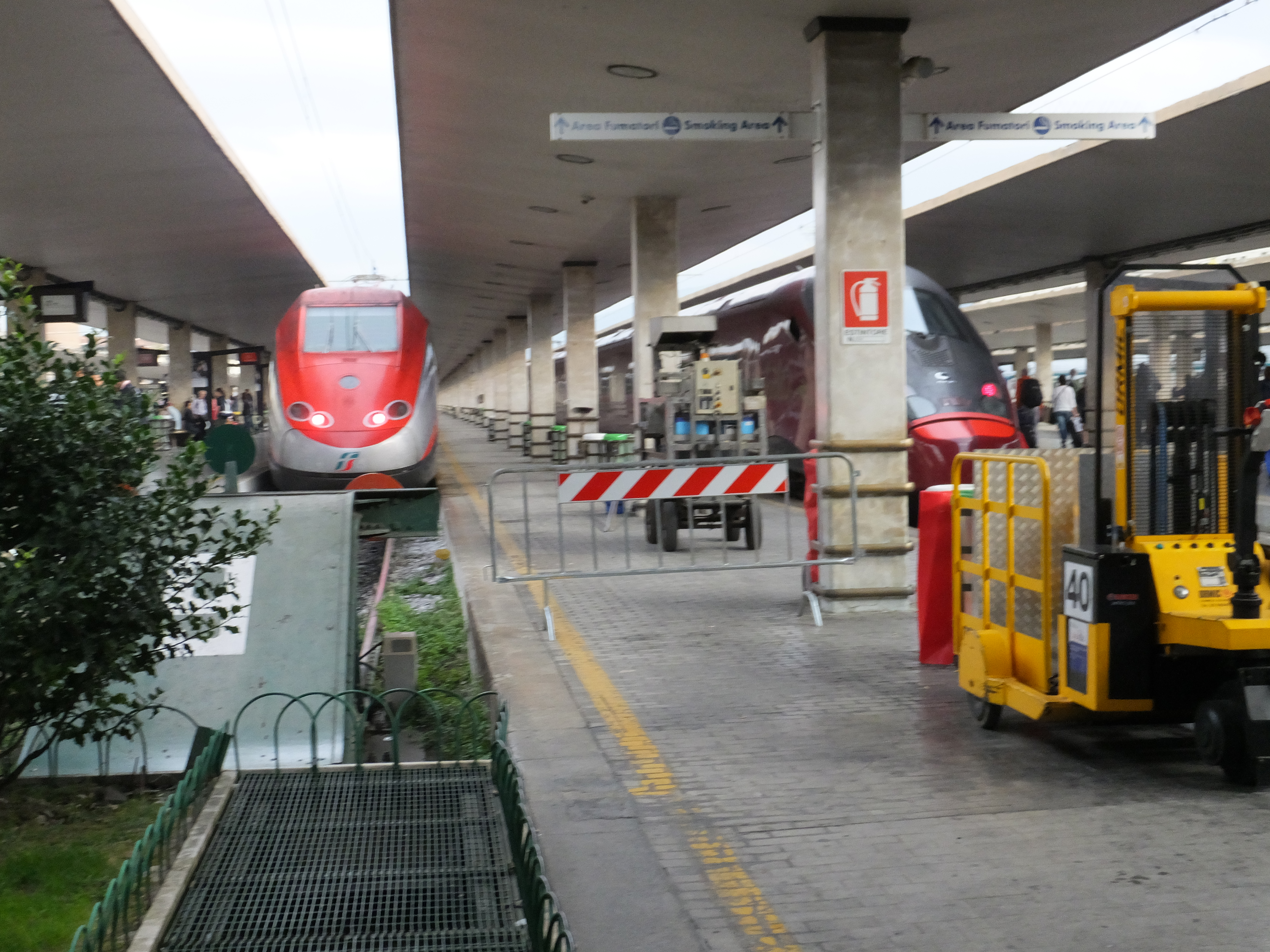
Платформы
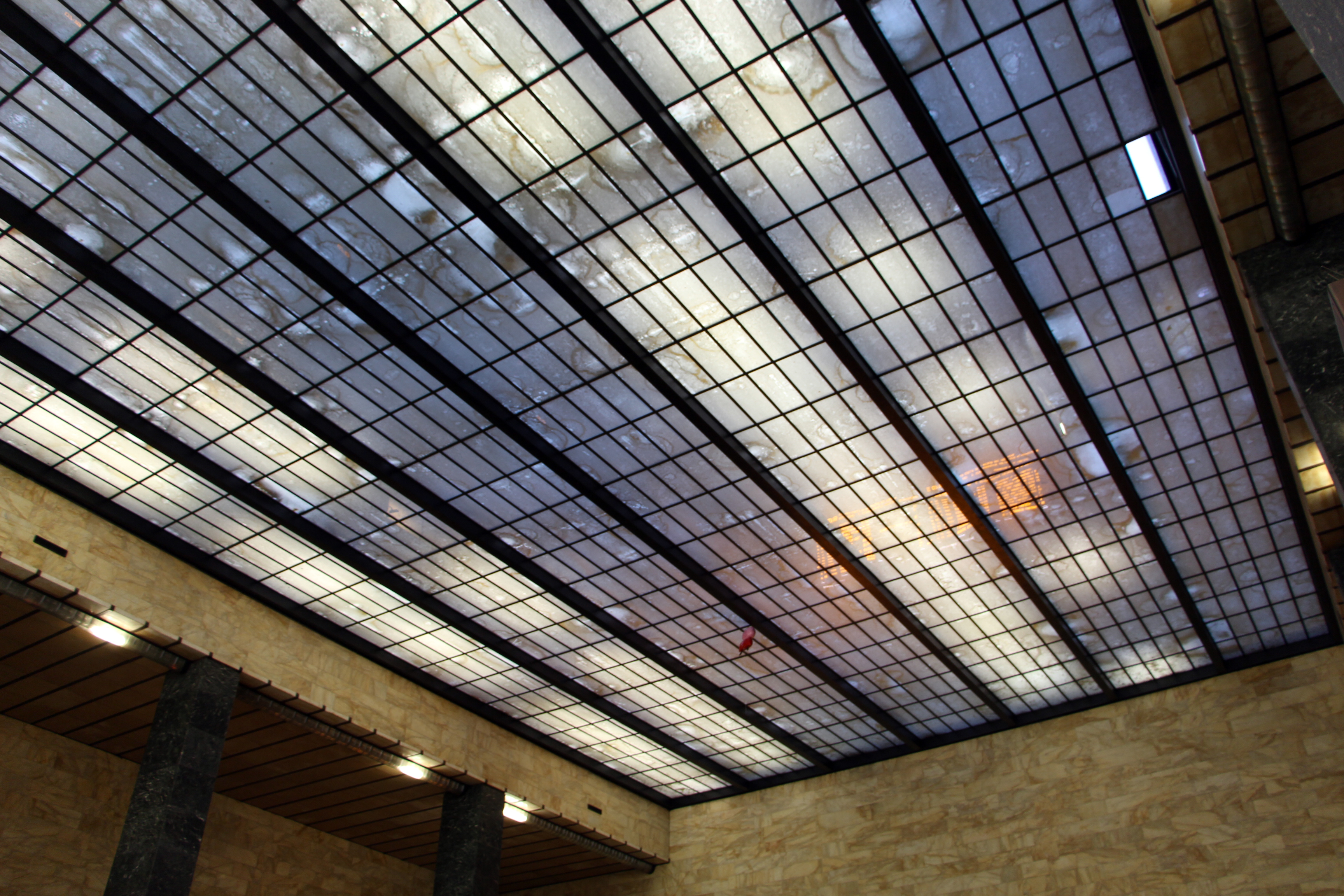
Стеклянная крыша
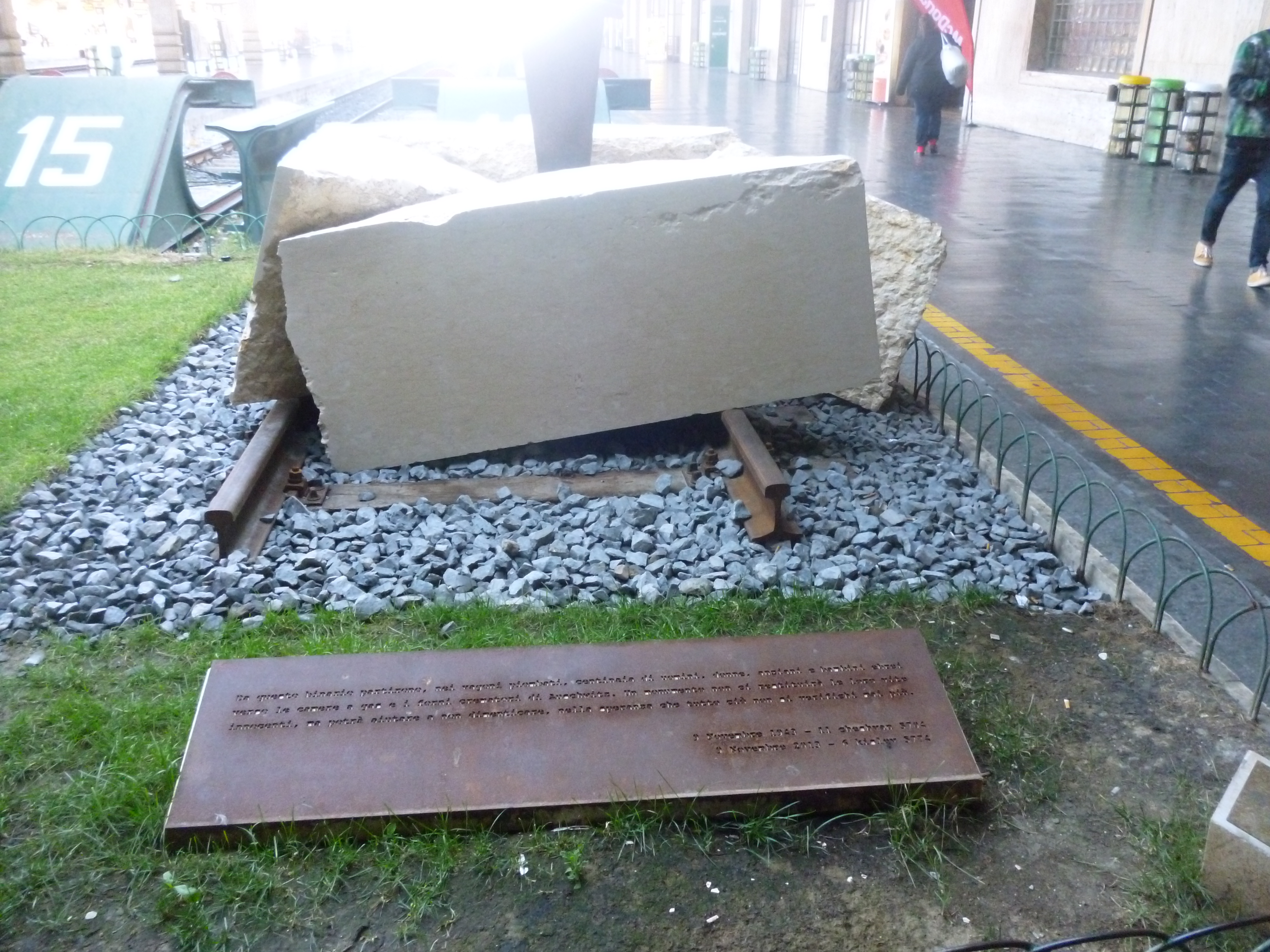
Статуя и мемориальная доска в память о евреях, депортированных из Италии в нацистские концлагеря во время Второй мировой войны